# Petrus Frans van Kerckhoven

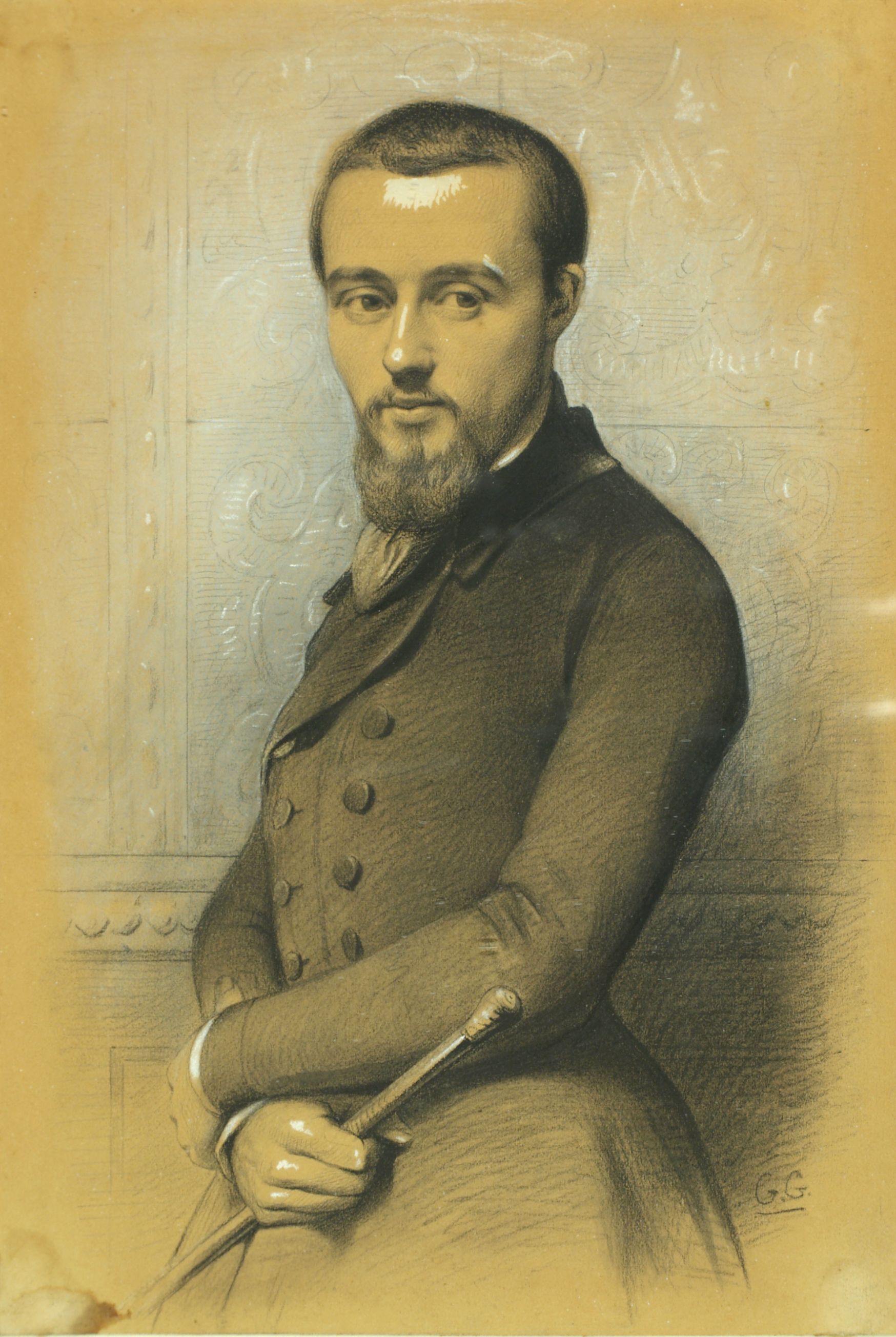
Petrus Frans van Kerckhoven

Petrus Frans van Kerckhoven, eigentlich Pieter Frans van Kerckhoven (* 10. November 1818 in Antwerpen; † 1. August 1857 ebenda) war ein flämischer Schriftsteller.

## Leben und Werk
Kerckhoven stammte aus einer wohlhabenden Kaufmannsfamilie, sein Vater war ein erfolgreicher Kaufmann in Antwerpen. Seinen ersten Unterricht erhielt er durch Hauslehrer und am Athenaeum seiner Heimatstadt, das er gemeinsam mit seinem Freund, dem späteren Journalisten Domien Sleeckx (1818–1901), bis 1836 besuchte. Während Sleeckx, als Sohn wenig begüterter Eltern in Antwerpen blieb, ging Kerckhoven an die Universität Bologna, um dort Medizin zu studieren. Die in Italien damals herrschende schwierige Lage (Risorgimento) weckte Kerckhovens Interesse an Politik. Im Frühjahr 1838 brach er sein Studium ohne Abschluss ab und kehrte im Juni desselben Jahres in seine Heimatstadt zurück. Dort nahm er zwei weitere Jahre lang am Medizinunterricht im Krankenhaus in Antwerpen teil, schloss auch hier das Studium nicht ab und arbeitete als Kaufmann bei seinem Vater im Handelsbüro. Er widmete sich von 1840 bis 1842 der flämischen Literatur und arbeitete er für De Noordstar.
Ab 1849 war er Beamter in der Verwaltung des Rathauses seiner Heimatstadt tätig und wurde später zum Unteramtmann befördert. Er arbeitete von 1845 bis 1846 in der Redaktion der Zeitschrift Het Kunst- en Letterblad und fungierte zwischen 1847 und 1857 als Redakteur der Zeitschrift De Vlaemsche Rederyker, wo zahlreiche seiner Werke, Gedichte und Erzählungen abgedruckt wurden. Er war ein sehr produktivster Schriftsteller und wurde mehrfach ausgezeichnet. Anfang 1857 erkrankte Kerckhoven an Tuberkulose und starb daran noch im selben Jahr. Das Werk van Kerckhovens umfasst Novellen und Romane wie auch Lust- und Trauerspiele und Einiges an Lyrik. Einige Werke wurden ins Deutsche übersetzt. Trotz seiner Herkunft stand Kerckhoven der flämischen Bewegung sehr nahe und viele seiner belletristischen Werke weisen daher politische Aussagen auf.

## Ehrungen und Mitgliedschaften
- 9. Oktober 1852: Chevalier des Leopoldsordens in der Kategorie Lettres, Sciences, et des Beaux-Arts.[3]
- Kerckhoven war zudem korrespondierendes Mitglied der Akademie für Archäologie Belgiens
- Sekretär der Flämischen Literaturgesellschaft in Antwerpen
- Mitglied der Flämischen Literaturgesellschaften in Brüssel, Gent, Brügge und weiterer.[4]

## Werke (Auswahl)
Einige seiner Novellen wurden in De Noordstar veröffentlicht:
- Hildame de Gitana. und Marrietta en Leonardo, eene Venetiaensche geschiedenis. 1840.
- Gozewyn graef van Stryen, een dichtkundig verhael uit de middeleeuwen. 1841.
- De drie kinderen. 1841.
- Fabricius en Lange Margriet. 1841.
- De graef van Steenburg. 1842.
- Professor Severius. 1842.

Weitere Werke
- Oud Belgie, twee dichtkundige tafereelen uit de oude geschiedenis des Vaderland. 1842.
- Jaek of een arm huisgezin. 1842.
- Over den toestand der schilder- en letterkunde in de XVIe eeuw, gevolgd door eene lofrede op Otto van Veen, (bekroond) 1845; Karel de Stoute, gedicht. 1845.
- Lof en levensschets van Simon Stevin. Brugge 1846.
- De Vlaemsche Beweging. Een woord aen het Publick en aen de Vlaemsche Schryvers. IShoven, Antwerpen 1857.
- Vlaemsch taelverbond, volledige beschryving der algemeene letterkundige vergadering en van het daerop volgende feest, gehouden te Brussel, den elfden February 1844, met eene inleiding. 1857.

Gedichte/Dramen
- Jakob van Artevelde. 1845.
- Gedichten en balladen. 1846.
- Mit Emmanuel Rosseels (1818–1904): Richilde. (Historische Drama) Brügge 1847.

Auf Deutsch erschienen
- Der Kaufmannsdiener. Ein Antwerpener Sittengemälde. Raabe, Kassel 1850 (Originaltitel: De koopmansklerk, eene Antwerpsche zedenschets. 1843).
- Daniel, oder: Kampf und Sieg. Lebensroman. Jenisch & Stage, Augsburg 1846.
- Ferdinand der Seeräuber. Jenisch & Stage, Augsburg 1846 (Originaltitel: Fernand de zeeroover 1845).

Werkausgabe
- Volledige werken van P. F. van Kerckhoven. Antwerpen 1869 bis 1873 (13 Bände, Gesamtwerkausgabe).